# Paramore's Videos. All of Them. Ever.
Paramore's Videos. All of Them. Ever. é o primeiro álbum de vídeo da banda americana Paramore, lançado em 11 de maio de 2010 pela gravadora Fueled by Ramen em associação com a Atlantic Records no formato DVD. No álbum estão os dez mais populares videoclipes da banda.

## Vídeoclipes
| Faixas |                         |                                          |         |  |
| N.º    | Título                  | Letras                                   | Duração |  |
| 1.     | "The Only Exception"    | Hayley Williams, Josh Farro              | 4:27    |  |
| 2.     | "Brick by Boring Brick" | Hayley Williams, Josh Farro              | 4:22    |  |
| 3.     | "Ignorance"             | Hayley Williams, Josh Farro              | 3:39    |  |
| 4.     | "Decode"                | Hayley Williams, Josh Farro, Taylor York | 4:11    |  |
| 5.     | "That's What You Get"   | Hayley Williams, Josh Farro, Taylor York | 3:39    |  |
| 6.     | "Crushcrushcrush"       | Hayley Williams, Josh Farro              | 3:09    |  |
| 7.     | "Misery Business"       | Hayley Williams, Josh Farro              | 3:19    |  |
| 8.     | "Emergency"             | Hayley Williams, Josh Farro              | 3:58    |  |
| 9.     | "Pressure"              | Hayley Williams, Josh Farro              | 3:06    |  |
| 10.    | "All We Know"           | Hayley Williams, Josh Farro              | 3:14    |  |